# Dominique Blanc

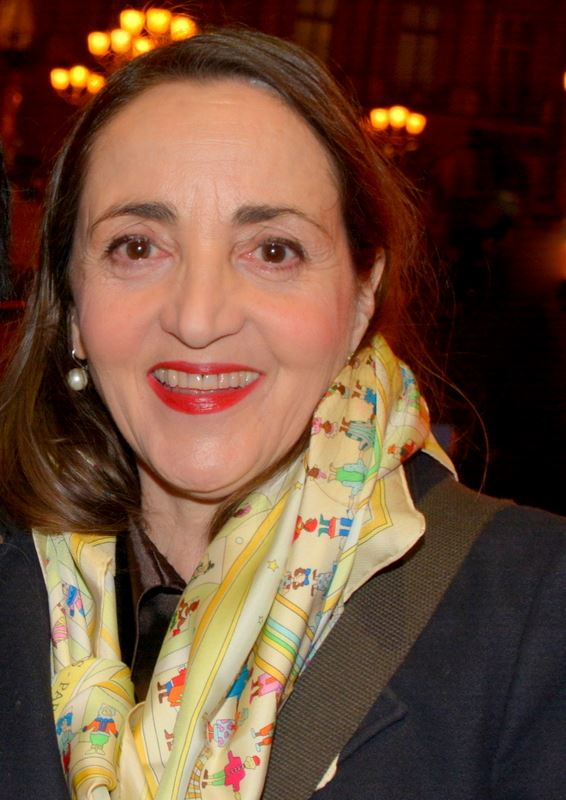
Dominique Blanc bei der Nominierungsveranstaltung für den César 2017

Dominique Blanc (* 25. April 1956 in Lyon) ist eine französische Schauspielerin. Neben einer erfolgreichen Bühnenkarriere trat sie seit Anfang der 1980er Jahre in über 60 Film- und Fernsehrollen in Erscheinung. Für ihre Theaterarbeit erhielt sie zweimal den Molière, ihre Filmrollen brachten ihr vier Césars sowie den Darstellerpreis der Filmfestspiele von Venedig ein.

## Biografie

### Ausbildung und Theaterarbeit

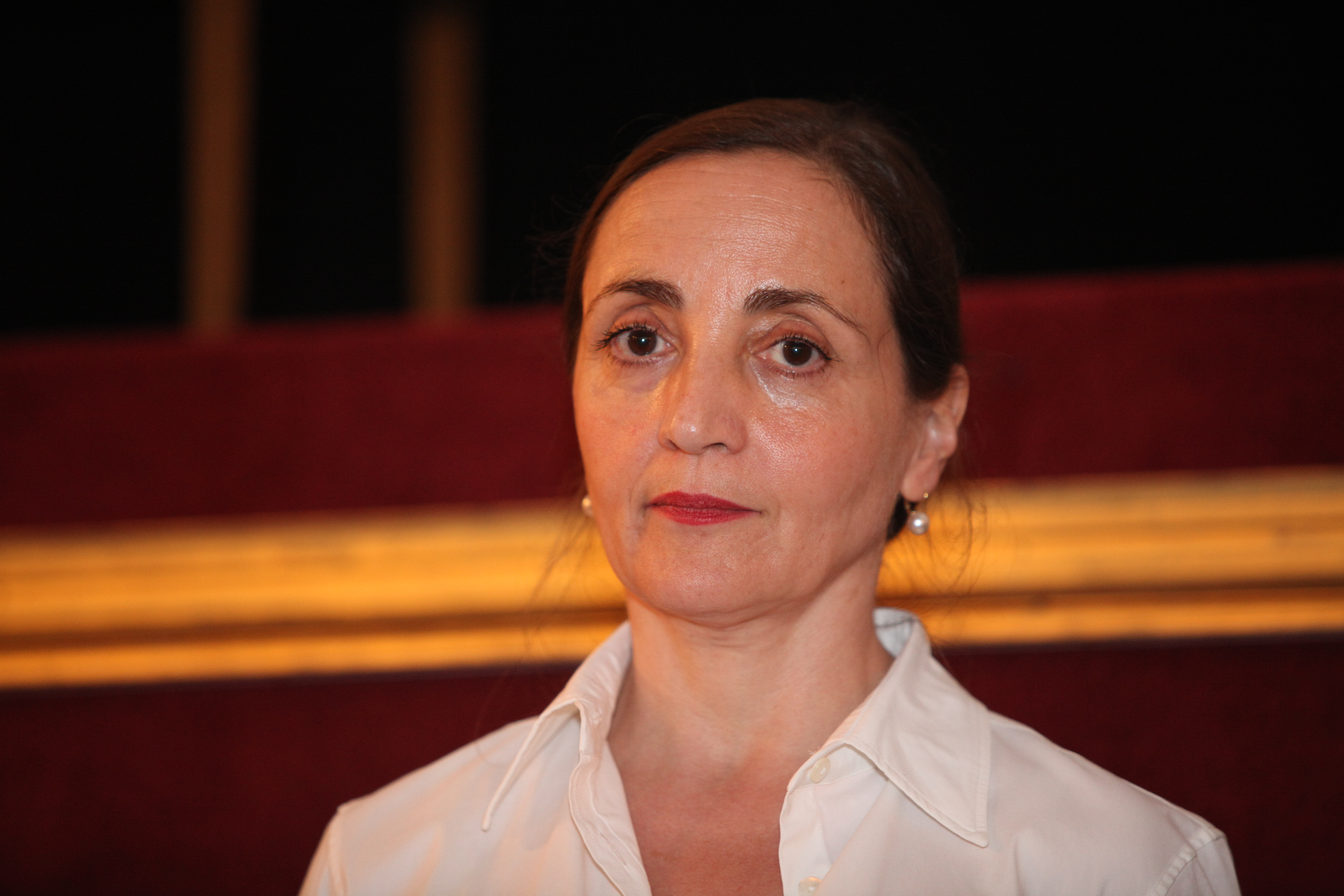
Dominique Blanc (2009)

Dominique Blanc wurde 1956 als Tochter eines Geburtshelfers und einer Krankenschwester in Lyon geboren. Dort wuchs sie in dem Stadtviertel La Croix-Rousse auf und entdeckte schon früh ihre Leidenschaft für das Theater. Um Schauspielerin zu werden, ging sie nach Paris, am dortigen Conservatoire national supérieur d’art dramatique (CNSAD) und der École nationale supérieure des arts et techniques du théâtre (ENSATT) wurde sie jedoch abgelehnt. Blanc nahm daraufhin verschiedene Jobs an, um eine Ausbildung am Cours Florent finanzieren zu können, wo sie 1979 in die classe libre aufgenommen wurde. An der renommierten Pariser Schauspielschule waren u. a. Francis Huster und Pierre Romans ihre Mentoren. Als Dominique Blanc für eine Schulaufführung eines Stückes von Anton Tschechow vorsprach, wurde sie von dem bekannten Theaterregisseur Patrice Chéreau entdeckt. Er gab ihr eine Rolle in seiner Inszenierung von Henrik Ibsens Peer Gynt am Théâtre National Populaire (TNP) von Villeurbanne, die später unter Bernard Sobel im französischen Fernsehen ausgestrahlt wurde. Ihre weiteren Studien führten sie dann u. a. an die Schauspielschule des Théâtre des Amandiers in Nanterre bei Paris, wo sie erneut auf Patrice Chéreau traf.
Während ihr auf der Theaterbühne Erfolg beschieden war – sie wurde 1989 mit dem renommierten Prix Arletty ausgezeichnet – begann ihre Filmkarriere eher verhalten. 1982 erhielt Blanc eine Rolle in Jean-Luc Godards Passion, sie machte aber schlechte Erfahrungen mit dem berühmten Nouvelle-Vague-Regisseur. Das Drama mit Isabelle Huppert und Hanna Schygulla in den Hauptrollen wurde von der Kritik gelobt und war im Wettbewerb um die Goldene Palme der Filmfestspiele von Cannes vertreten. Blanc dagegen wollte sich erst mal nur noch dem Theater widmen. Schon ab 1983 war sie zwar in mehreren Fernsehproduktionen zu sehen, aber erst 1986 konnte sie von Régis Wargnier überzeugt werden, an seiner Kinoproduktion Die Frau meines Lebens mitzuwirken. In dem Drama spielt Dominique Blanc die alkoholkranke Jugendliche Sylvia, deren Leben durch den verheirateten und ebenfalls alkoholabhängigen Simon (gespielt von Christophe Malavoy) verändert wird. Für diese Rolle wurde sie im Jahr darauf als beste Nachwuchsdarstellerin für den César, dem wichtigsten französischen Filmpreis, nominiert.

### Erfolg in Nebenrollen

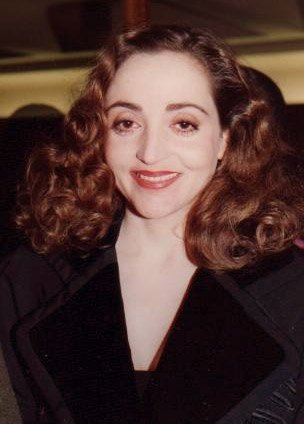
Blanc bei der César-Verleihung 1993

In den folgenden Jahren empfahl sich Dominique Blanc als Nebendarstellerin für mehrere bekannte Autorenfilmer des französischen Kinos. 1988 war sie in Claude Sautets Tragikomödie Einige Tage mit mir und Claude Chabrols Drama Eine Frauensache zu sehen, in der sie neben so bekannten Schauspielern wie Sandrine Bonnaire, Daniel Auteuil oder Isabelle Huppert agierte. An den Erfolg von Die Frau meines Lebens konnte Blanc endlich mit Das Schloß gehört mir (1989) anknüpfen, bei dem sie erneut mit Regisseur Régis Wargniers zusammenarbeitete. In dem Drama spielt Blanc die alleinerziehende Mutter Madame Vernet, die von dem Witwer und Schlossbesitzer Monsieur Bréaud (gespielt von Jean Rochefort) engagiert wird, um in den Ferien auf den Sohn, der Neuankömmlinge als Eindringlinge empfindet, aufzupassen. Für diese Rolle wurde Dominique Blanc erneut als beste Nachwuchsdarstellerin für den César nominiert, doch erst ein Jahr später sollte sie den wichtigsten französischen Filmpreis zum ersten Mal auch gewinnen – für Louis Malles Eine Komödie im Mai (1990). In der Komödie um ein Familientreffen in Südfrankreich zu der Zeit der 1968er Pariser Studentenrevolte überzeugte Blanc in der Rolle der lesbischen Claire Publikum und Kritiker gleichermaßen: sie wurde mit dem Preis für die beste Nebendarstellerin ausgezeichnet.
Der Erfolg blieb Dominique Blanc auch in den folgenden Jahren treu und sie agierte als wandlungsfähige Schauspielerin sowohl in Dramen als auch in Komödien. 1992 schlüpfte sie in dem historischen Melodram Indochine in die Rolle der Cabaretsängerin Yvette. Die aufwendige, 40 Mio. DM (ca. 20,45 Mio. Euro) teure Produktion – in weiteren Rollen mit Catherine Deneuve, Vincent Perez und Linh Dan Pham besetzt – war die dritte Zusammenarbeit mit Régis Wargnier und spielt im Vietnam der französischen Kolonialzeit. Indochine gewann bei der Oscarverleihung 1993 den Academy Award für den besten fremdsprachigen Film und im selben Jahr fünf Césars. Unter den Gewinnern war auch Dominique Blanc, die erneut den Preis für die beste Nebendarstellerin gewann. 1993 spielte sie die Titelrolle in Edwin Bailys Drama Alle lieben Mathilde, eine Frau aus der Provinz, die sich mit dem plötzlichen Tod ihres Ehemannes abfinden muss. Dafür wurde sie mit dem Darstellerpreis des Internationalen Festivals des französischsprachigen Films in Namur bedacht.

### Triumph mit Stand-by
Für Dominique Blancs nächsten Film, das Historiendrama Die Bartholomäusnacht, holte sie ihr ehemaliger Mentor Patrice Chéreau vor die Kamera. Die Großproduktion, die mit Isabelle Adjani, Daniel Auteuil, Jean-Hugues Anglade und Vincent Perez die zum damaligen Zeitpunkt führende Schauspielerriege Frankreichs zusammenbrachte, verschlang eine Summe von 53 Mio. DM (ca. 27 Mio. Euro) und avancierte in Frankreich zum nationalen Ereignis. Für ihre Rolle der Adligen Henriette von Nevers, der Vertrauten von Hauptdarstellerin Isabelle Adjani, wurde Dominique Blanc 1995 erneut für den César nominiert, musste sich aber ihrer Filmkollegin Virna Lisi geschlagen geben, die für ihren Part als intrigante und kaltblütige Katharina von Medici ausgezeichnet wurde. Nach ihrem englischsprachigen Debüt in Agnieszka Hollands Total Eclipse – Die Affäre von Rimbaud und Verlaine (1995) neben Leonardo DiCaprio und David Thewlis folgte drei Jahre später eine erneute Zusammenarbeit mit Patrice Chéreau, der ihr eine Rolle in seinem mit der Handkamera inszenierten Film Wer mich liebt, nimmt den Zug anbot. Das Drama über die Reise einer Trauergesellschaft in den Süden Frankreichs wurde von der Kritik gelobt und Blanc erhielt 1999 für den Part der Catherine ihren dritten César als Beste Nebendarstellerin.
Der Sprung zur preisgekrönten Hauptdarstellerin gelang Blanc zwei Jahre später mit der anspruchsvollen Hauptrolle in Roch Stéphaniks Spielfilmdebüt Stand by. In dem Drama spielte sie die Pariser Ehegattin Hélène, die mit ihrem Mann Gérard ein neues Leben in Argentinien beginnen will. Noch vor Antritt der Reise wird sie jedoch von dem Mann, den sie liebt, verlassen und bleibt allein auf dem Flughafen Paris-Orly zurück. Traumatisiert verdingt sie sich dort als Prostituierte. Obwohl Stand-by kein Erfolg an den französischen Kinokassen beschieden war, erhielt Dominique Blanc ihren vierten César, den ersten als Beste Hauptdarstellerin, und konnte damit den damaligen Rekord von Isabelle Adjani einstellen, die ebenfalls mit vier Darstellerpreisen (4× Beste Hauptdarstellerin) ausgezeichnet worden war.
2002 erschien Blanc in Vincent Perez' erstem Langspielfilm Peau d’ange – Engel weinen nicht, unter dessen Regie sie bereits 1992 am Set von Indochine in dem Kurzfilm L'Échange mitgewirkt hatte. Ebenfalls 2002 agierte sie unter der Regie des Schauspielers Lucas Belvaux in der preisgekrönten Trilogie Cavale – Auf der Flucht, Ein tolles Paar und Trilogie: Après la vie – Nach dem Leben, in dem ein Terrorist (gespielt von Belvaux) nach fünfzehn Jahren Haft aus dem Gefängnis flieht. War Blanc in den ersten beiden Teilen noch in einer Nebenrolle zu sehen, wird im letzten Teil Nach dem Leben ihr Charakter der morphiumsüchtigen Polizistengattin Agnès zur Hauptrolle ausgebaut, die dem Gejagten Schutz bietet. Neuerlich von der Kritik gelobt wurde Blanc für ihre Darstellung der verführerischen Büroangestellten Edith in Jeanne Labrunes Komödie C'est le bouquet! noch im selben Jahr. Den vermeintlich fünften César musste sie jedoch Karin Viard (Küss mich, wenn du willst) überlassen.
2003 stand Blanc mit Erfolg unter der Regie von Patrice Chéreau auf der Pariser und Bochumer Bühne in der Titelrolle von Jean Racines Tragödie Phèdre, die später von Stéphane Metge für das französische Fernsehen adaptiert wurde. Für die Schauspielerin, die zu den erfolgreichsten Aktricen des französischen Kinos zählt, folgten 2005 Rollen in Michel Devilles romantischer Komödie Un fil à la patte und Fabienne Godets Drama Sauf le respect que je vous dois, ehe sie ein Jahr später in dem Fernsehmehrteiler Le Cri erschien. Von 2006 bis 2007 folgten vier Filmproduktionen, darunter Philippe Ramons’ Abenteuerfilm Capitaine Achab, der sich mit dem Leben der gleichnamigen Figur aus Herman Melvilles Moby Dick beschäftigt. 2008 erhielt sie für Patrick-Mario Bernards und Pierre Trividics kammerspielartiges Drama L’Autre auf den 65. Filmfestspielen von Venedig die Coppa Volpi als Beste Darstellerin. Für ihr Porträt der einsamen Anne-Marie, die sich von ihrem farbigen Liebhaber trennt und zunehmend der Schizophrenie verfällt, hatte die Wettbewerbsjury um den deutschen Regisseur Wim Wenders Blanc den Vorzug vor so bekannten Schauspielerinnen wie der südafrikanischen Oscar-Preisträgerin Charlize Theron (Auf brennender Erde) oder der Deutschen Nina Hoss (Jerichow) gegeben.
Im Jahr 2008 arbeitete Blanc wieder mit Patrice Chéreau an der Inszenierung von Marguerite Duras’ La Douleur zusammen. Als Monolog präsentierte sie den autobiografischen Text, in dem eine Frau auf die Rückkehr ihres Mannes aus dem Konzentrationslager wartet. Mit La Douleur gastierte Blanc die folgenden Jahre in Spanien, Frankreich, Deutschland und Griechenland und wurde 2010 mit ihrem zweiten Molière als Beste Hauptdarstellerin ausgezeichnet.
Dominique Blanc hat zwei Kinder (* 1991 und 1996). 1999 gehörte sie u. a. mit David Cronenberg, Doris Dörrie und Holly Hunter der Wettbewerbsjury des Filmfestivals von Cannes an. 2001 kürte sie zusammen mit Fatih Akın und Héctor Babenco den Siegerfilm der Berlinale. Zu Beginn des Jahres 2012 wurde Blanc von der französischen Regierung in den Rang eines Ritters der französischen Ehrenlegion erhoben.

## Filmografie (Auswahl)
- 1986: Die Frau meines Lebens (La femme de ma vie)
- 1987: Das weite Land
- 1988: Einige Tage mit mir (Quelques jours avec moi)
- 1988: Eine Frauensache (Une affaire de femmes)
- 1989: Das Schloß gehört mir (Je suis le seigneur du château)
- 1990: Eine Komödie im Mai (Milou en mai)
- 1992: Indochine
- 1992: L’échange (Kurzfilm)
- 1993: Alle lieben Mathilde (Faut-il aimer Mathilde?)
- 1994: Die Bartholomäusnacht (La reine Margot)
- 1994: Train de nuit (Kurzfilm)
- 1995: Total Eclipse – Die Affäre von Rimbaud und Verlaine (Total Eclipse)
- 1997: Voilà – Eine schöne Familie (Alors voilà)
- 1998: Wer mich liebt, nimmt den Zug (Ceux qui m’aiment prendront le train)
- 1998: Die Zeit der Jugend (A Soldier’s Daughter Never Cries)
- 1999: Die Diebin von Saint Lubin (La voleuse de Saint-Lubin)
- 2000: Les acteurs
- 2000: Ausgestiegen (Sur quel pied danser?)
- 2000: Mit all meiner Liebe (Avec tout mon amour)
- 2000: Stand by (Stand-by)
- 2001: Der schwarze Strand (La plage noire)
- 2001: Milch der Zärtlichkeit (Le lait de la tendresse humaine)
- 2001: Der Pornograph (Le pornographe)
- 2002: Peau d’ange – Engel weinen nicht (Peau d’ange)
- 2002: Cavale – Auf der Flucht (Cavale)
- 2002: Ein tolles Paar (Un couple épatant)
- 2002: Trilogie: Après la vie – Nach dem Leben (Après la vie)
- 2002: C’est le bouquet!
- 2003: Phèdre (TV)
- 2005: Un fil à la patte
- 2005: Sauf le respect que je vous dois
- 2006: Monsieur Max (TV-Spielfilm)
- 2006: Le cri (TV-Mini-Serie)
- 2006: Les amitiés maléfiques
- 2007: Der Gehenkte (Le pendu) (TV)
- 2007: Kapitän Ahab (Capitaine Achab)
- 2008: Später wirst du es verstehen (Plus tard tu me comprendras)
- 2008: Par suite d’un arrêt de travail
- 2008: L’autre
- 2009: Un homme d’honneur (TV)
- 2010: L’autre Dumas
- 2011: Auf der Suche nach der verlorenen Zeit (À la recherche du temps perdu) (TV)
- 2012: Meine Reise zum Dach der Welt (Alexandra David-Néel – J’irai au pays des neiges) (TV)
- 2015: Endlich frei (Peur de rien)
- 2016: Die Lebenden reparieren (Réparer les vivants)
- 2016: Lieber leben (Patients)
- 2022: Haus der Lügen (L’origine du mal)
- 2024: Das kostbarste aller Güter (La plus précieuse des marchandises, nur Stimme)
- 2025: Nur für einen Tag (Partir un jour)

## Auszeichnungen

### Ehrungen
- Offizier der Ehrenlegion[3]
- Kommandeur des Ordre des Arts et des Lettres

- 2019: Kommandeur des Ordre national du Mérite (Kommandeur)[4]

### Preise und Nominierungen
César
- 1987: nominiert als Beste Nachwuchsdarstellerin für Die Frau meines Lebens
- 1990: nominiert als Beste Nachwuchsdarstellerin für Das Schloß gehört mir
- 1991: Beste Nebendarstellerin für Eine Komödie im Mai
- 1993: Beste Nebendarstellerin für Indochine
- 1995: nominiert als Beste Nebendarstellerin für Die Bartholomäusnacht
- 1999: Beste Nebendarstellerin für Wer mich liebt, nimmt den Zug
- 2001: Beste Hauptdarstellerin für Stand-by
- 2003: nominiert als Beste Nebendarstellerin für C'est le bouquet!
- 2010: nominiert als Beste Hauptdarstellerin für L’Autre

Molière
- 1998: Beste Hauptdarstellerin für Une maison de poupée
- 2003: nominiert als Beste Hauptdarstellerin für Phèdre
- 2010: Beste Hauptdarstellerin für La Douleur

Weitere
Cairo International Film Festival
- 2000: Beste Darstellerin für Stand-by

Internationales Filmfestival von Locarno
- 2001: Bestes Schauspielensemble (gemeinsam mit Patrick Bruel, Valeria Bruni Tedeschi, Marilyne Canto, Sergi López, Mathilde Seigner und Marthe Villalonga) für Milch der Zärtlichkeit

Internationales Festival des französischsprachigen Films
- 1993: Beste Darstellerin für Alle lieben Mathilde

Internationale Filmfestspiele von Venedig
- 2008: Coppa Volpi als Beste Darstellerin für L’Autre